# Haakon II. Norský
Haakon II. Sigurdsson (1147 – 7. červenec 1162), známý také jako Haakon Herdebrei (Ramenatý) byl norský král v letech 1157–1162. Byl nemanželským synem krále Sigurda II.

## Život
Inge I. Norský, Haakonův strýc, v roce 1155 obvinil své spoluvládce, Haakonova otce Sigurda a Øysteina, že plánují připravit ho o trůn. Sigurd nařčení odmítl, ale o několik dní později byl jeden z Ingeho strážců zabit jedním ze Sigurdových. Na radu své matky Ingrid a rádce Gregoria Dagssona Inge nařídil útok na dům, ve kterém Sigurd bydlel. Sigurd měl jen málo mužů, a tak byl 6. února 1155 zabit.
V roce 1157 byl zabit i Haakonův strýc Øystein a Haakon se stal jeho dědicem. Příznivci Sigurda a Øysteina se však spojili pod Sigurdovým synem a obnovili boj proti Ingemu. 3. února 1161 vedl Inge své muže do boje proti Haakonovi poblíž Osla. Mnoho z jeho mužů přeběhlo na Haakonovu stranu a Inge byl poražen a zabit.
Dne 7. července 1162 byl patnáctiletý Haakon zabit v bitvě u Sekkenu (Slaget ved Sekken) proti bývalým Ingeho podporovatelům. Další ze synů Sigurda II. Sigurd Sigurdsson Markusfostre byl ještě toho roku prohlášen stoupenci Haakona II. králem, ale v roce 1163 byl zajat a zabit podporovateli Magnuse V. Další ze synů Sigurda II. Harald (Haraldr) byl rovněž zabit, protože jeho původ mohl být hrozbou pro Magnusovu vládu.